# НК-6
НК-6 — турбореактивный двухконтурный двигатель с форсажной камерой (ТРДДФ), разработанный на Государственном Союзном опытном заводе № 276 под руководством Н. Д. Кузнецова. НК-6 стал первым советским двухконтурным двигателем с форсажной камерой. Разрабатывался с 1955 года, являлся самым мощным в мире на свой момент времени(взлётная тяга 22 000 кгс).
Первые испытания прошёл в мае 1958 года. Двигатель имел 10-ступенчатый компрессор (4 ступени низкого и 6 - высокого давления), кольцевую камеру сгорания, трёхступенчатую турбину (одна ступень высокого и две - низкого давления) и форсажную камеру. В конструкции были применены сверхзвуковые высоконапорные ступени компрессора, изнашиваемые вставки над рабочими лопатками турбины, многофорсуночная камера сгорания, система регулирования степени повышения давления вентилятора.
В серийное производство двигатель не поступил, в 1963 году все работы были свёрнуты. В дальнейшем наработки по нему использовались при разработке двигателей НК-8 и НК-144.

## Носители
Во время испытаний двигатель устанавливался на «летающую лабораторию» Ту-95ЛЛ. Первоначально планировалось устанавливать НК-6 на бомбардировщике Ту-22 и ударном беспилотном самолёте Ту-123, но работы по двигателю были свёрнуты.

## Технические характеристики
| Тяга на форсаже            | 22 000 кгс     |
| Удельный расход топлива    | 1,7 кг/(кгс·ч) |
| Степень повышения давления | 13,6           |
| Масса                      | 3200 кг        |
| Длина                      | 4810 мм        |
| Диаметр                    | 1750 мм        |

## Модификации

### НК-7
Разрабатывалась модификация ТРДДФ НК-7 для Военно-морского флота СССР взлётной тягой 22 000 кгс.